# Микрорегија
Микрорегија или микрорегион је ознака територијалне целине која се од ширег окружења издваја по географским, природним, индустријским, аграрним и другим одликама.

## Употреба
Под микрорегијом најчешће се мисли на ужи територијални ентитет, географски регион величине између округа (општине) и регије (области).
У неким земљама (нарочито Европским) микрорегијом се третира заједница општина, рејона или градова заснована на слободној развојној сарадњи. У овим земљама статус микрорегије је туристичко-економска јединица која треба да се посебно уведе у регистар као правно лице, и води се званично исто као и округ или жупанија.
За разлику од тог, појам и израз микрорегија се користи и у пејоративном или примењеном смислу на неку мању руралну средину да би се скренула пажња на природне, туристичке вредности и економску понуду, на пример у сеоском туризму. У овом случају појам микрорегија не мора бити званична, географска или административна целина, пошто се тада израз употребљава у општем контексту, у туристичке и промотивне сврхе, да би се у брошурама или на вебу приказала дата средина.
У том смислу, микрорегију не треба третирати исто као и области издвојене приликом регионализације (нпр. ЕУ стандард поделе Европе на управне регије) које у државном смислу имају већи политички и привредни значај.

## Примена у предеоним студијама
Примењена област географије еколошка географија је дисциплина која се бави проучавањем просторних аспеката човекове средине и човековог односа према животној средини.
Микрорегије имају нарочит значај у очувању предела унутар напора у заштити природе, али и културног предела од уништења аграром или од последица индустријализације. У те потребе развила се посебна област географије Предеона географија у којој еколошку микрорегију описује израз мезохор (лат. mezochor), што је целина која обједињује подручје сличних предеоних одлика (на пример Алпске земље, Поморавље, итд).

## Микрорегије у Србији
Данас се све више говори о економским регијама и потреби формирања истих и у Србији, међутим микрорегије су лабавије и мање целине од статистичких региона државе, а постоје и прекограничне микрорегије засноване на регионалној сарањи приграничних области, створене да повежу те заједнице у међусобном развоју (рурални развој, размена ђака, радне снаге, енергената итд.). Честа је и међународна микрорегионална сарадња, која се ствара због значаја одређене регије у очувању неке природне вредности. Пример тога је резерват Бачко Подунавље, где се у оквиру прекограничног пројекта Резерват биосфере Мура-Драва-Дунав удружују Аустрија, Хрватска, Мађарска и Србија са циљем заједничког очувања биодиверзитета Дунавског слива. То је пројекат заснован на програму Уједињених нација "Резерват биосфере" током којег се свака земља обавезује да штити део Дунава на својој територији, а Србија се том пројекту прикључује резерватом Горње Подунавље.